# József Pintér
József Pintér (Budapest, 9 de novembre de 1953), és un jugador i escriptor d'escacs hongarès, que té el títol de Gran Mestre des de 1982.
Tot i que roman inactiu des de l'abril de 2019, a la llista d'Elo de la FIDE del gener de 2022, hi tenia un Elo de 2528 punts, cosa que en feia el jugador (en actiu) número 21 d'Hongria. El seu màxim Elo en els darrers 20 anys va ser de 2590 punts, a la llista de juliol de 1992 (posició 61 al rànquing mundial).

## Resultats destacats en competició
Pintér va guanyar el Campionat d'Hongria en dues ocasions, els anys 1978 i 1979. És molt conegut per una brillant partida produïda el 1984 contra el seu compatriota Lajos Portisch, que en aquell moment era el campió regnant d'Hongria.
En torneigs internacionals els seus èxits més destacats foren un primer lloc (ex aequo amb Vladimir Tukmakov) a Szirak 1985, 1r a Copenhagen 1985 (superant en un punt i mig Bent Larsen, Helgi Olafsson i Curt Hansen), 1r empatat a Praga 1985, 2n a Szirak 1986, 1r a Varsòvia 1987 i 2n empatat al Torneig de Dortmund de 1988 (el campió fou Sembat Lputian). Al torneig zonal de Budapest de 2000 hi va ocupar el primer lloc.

## Llibres
- 1000 Minor Piece Endings (Caissa Hongria, 2007)
- 1000 Rook Endings (Magyar Sakkvilág, 2007)
- 1000 Pawn Endings (Magyar Sakkvilág, 2006)
- 300 fejtörő (300 Puzzles) (Magyar Sakkvilág, 2006)
- A sakktaktika titkai I, II, III, IV, (Secrets of chess tactics) - amb István Pongó, (Magyar Sakkpartner Kiadó, 2002)